# Keyes, Kalifornien
Keyes är en ort (CDP) i Stanislaus County, i delstaten Kalifornien, USA. Enligt United States Census Bureau har orten en folkmängd på 5 601 invånare (2010) och en landarea på 7,3 km².